# Manon Brunet
Manon Apithy-Brunet, född 7 februari 1996 i Lyon, är en fransk fäktare som tävlar i sabel.

## Karriär
I juli 2021 vid OS i Tokyo var Manon Brunet en del av Frankrikes lag som tog silver i lagtävlingen i sabel. Hon tog även brons i den individuella tävlingen i sabel. Vid sommar OS 2024 i Paris tog hon guld i den individuella tävlingen.